# Україна: Історія
«Україна: Історія» (англ. Ukraine: A History) — підручник Ореста Субтельного з української історії, неодноразово перевидавався в Україні.

## Про книгу
Анотація:

| Книга професора Йоркського університету в Торонто (Канада), українця за походженням Ореста Субтельного визнана на Заході найкращим популярним викладом історії України англійською мовою і виходить в Україні вже третім виданням. Вона викликає інтерес передусім нетрадиційною концепцією української історії, прагненням автора до наукової об'єктивності, неупередженістю позиції, зваженістю оцінок, а головне — своєю наскрізною ідеєю — ідеєю національного відродження України. Для істориків, а також усіх, хто цікавиться проблемами історичного минулого України. |

## Зміст
- 1. Найдавніші часи
- 2. Київська Русь
- 3. Польсько-Литовська доба
- 4. Козацька ера
- 5. Під імперською владою
- 6. Україна у XX столітті

## Видання

### Видання англійською
- Orest Subtelny. Ukraine: A History. Toronto: University of Toronto Press 1988. (ISBN 978-0-8020-5808-9 & ISBN 978-0-8020-6775-3) 1st ed.
- Orest Subtelny. Ukraine: A History. Toronto: University of Toronto Press. 1994 (ISBN 978-0-8020-7191-0 & ISBN 978-0-8020-0591-5) 2nd ed.
- Orest Subtelny. Ukraine: A History. Toronto: University of Toronto Press. 2000 (ISBN 978-0-8020-4871-4 & ISBN 978-0-8020-8390-6) 3rd ed.
- Orest Subtelny. Ukraine: A History. Toronto: University of Toronto Press. 2009 (ISBN 978-1-4426-4016-0 & ISBN 978-1-4426-0991-4) 4th ed.

### Переклади українською
Паперові видання:
- Орест Субтельний. Україна: Історія. Переклад з англійської: Юрій Шевчук. Київ:   Либідь [1] , 1991, А4, 512 стор. ISBN 532500090X / ISBN 9785325000904 (e-book версія в е-бібліотеці «Чтиво» [Архівовано 23 лютого 2015 у Wayback Machine.])
- Орест Субтельний. Україна: Історія. Переклад з англійської: Юрій Шевчук. Київ:   Либідь  , 1992, A4, 512 стор. ISBN 532500090X [2-ге вид.]
- Орест Субтельний. Україна: Історія. Переклад з англійської: Юрій Шевчук. Київ:   Либідь  , 1993, А5, 720 стор. ISBN 5-325-00451-4 / ISBN 9785325004513 [3-тє вид., перероб.і доп.]

### Рецензії українською
- Петро Яковенко .  Орест Субтельний. Україна: Історія. К.:  Либідь , 1991 (рецензія на 1 вид.). Політологічні читання, 1991, № 1, ст. 306–308

- Петро Яковенко . Історія, яку ми не знаємо: Орест Субтельний. Україна: Історія. К.:   Либідь  , 1993. (Рецензія на 3 видання ). Віче, 1994, № 3, ст. 151–154

Аудіокниги:
- Орест Субтельний. Україна: Історія (аудіокнига). Текст читає Ігор Мурашко з перекладу Юрія Шевчука. Тривалість: 36 год. 35 хв. 53 сек. Видавництво: Аудіокнига.UA. 2014